# ユウスイミミズハゼ
ユウスイミミズハゼ（ゆうすいみみずはぜ、湧水蚯蚓鯊、Luciogobius fonticola）は、日本固有のミミズハゼの一種である。

## 分布
静岡県安倍川および大井川、三重県銚子川、和歌山県古座川にのみ発見例がある。河川下流の、湧水や伏流水などが湧き出る平瀬や淵の砂底および砂礫底に生息する。

## 形態
頭は小さく縦扁し、体は細長い。他のミミズハゼ属の魚と比べ小型である。背鰭、臀鰭、腹鰭は退化しておらず、肛門は腎鰭の基部の直前に位置する。眼は退化し皮膚下に埋没している。胸鰭は軟条で遊離軟条はない。背鰭は1基のみで1棘8軟条、臀鰭は1棘7-9軟条、腹鰭は1棘5軟条で左右が癒合して吸盤状になる。背鰭起部は臀鰭起部より前方に位置する。

## 生態
詳しく生態が調べられた研究論文はない。採食、繁殖行動および繁殖期は一切不明である。ただし、平嶋 健太郎ほか（2019）によれば、4月に行った調査で複数の個体について、成熟した卵巣が確認できたとしている。渋川浩一ほか（2018）によれば、本種は両側回遊型の生活史を送ると考えられるとしている。

## 保全状況
河川工事による生息地の破壊、改変、濁水、転圧が本種の存続を脅かしている。本種の生息が確認される前に河川改修や護岸工事が行われ、貴重な生息場所が奪われていると推測されている。そのため、準絶滅危惧に指定されている。このような状況から、安部川と大井川では、河川管理者である国土交通省静岡河川事務所が、「安倍川・大井川希少魚類保全対策連絡会」を編成し、地域の研究者らと意見交換を行うとともに、河川工事においても、両種の生息地の一部の施工を回避し、工事排水の濁度や水素イオン濃度指数（ph）の上限となる基準値を設けて現場管理する等、施工による生息環境への負荷を低減するための様々な配慮を行っている。生息地での細粒土砂の堆積や、地下水の汲み上げに起因すると思われる湧水の減少が確認されており、いまだ生息環境の悪化が強く懸念される。準絶滅危惧（NT）（環境省レッドリスト）に指定されている。
準絶滅危惧（NT）（環境省レッドリスト）
そのほか、静岡県レッドリストでは、絶滅危惧IA類となっている。